# Philodicus grandissimus
Philodicus grandissimus är en tvåvingeart som beskrevs av Ricardo 1921. Philodicus grandissimus ingår i släktet Philodicus och familjen rovflugor. Inga underarter finns listade i Catalogue of Life.